# Skaistgirys
Skaistgirys is een plaats in het Litouwse district Šiauliai. De plaats telt 964 inwoners (2001).